# Episodi di General Electric Theater (quinta stagione)
La quinta stagione della serie televisiva General Electric Theater è andata in onda negli Stati Uniti dal 16 settembre 1956 al 26/maggio/1957 sulla CBS.
| nº | Titolo originale                  | Prima TV USA      |
| -- | --------------------------------- | ----------------- |
| 1  | The Great Lady                    | 16 settembre 1956 |
| 2  | The Glorious Gift of Molly Malloy | 23 settembre 1956 |
| 3  | The Professor's Punch             | 30 settembre 1956 |
| 4  | The Pot of Gold                   | 7 ottobre 1956    |
| 5  | The Enemies                       | 14 ottobre 1956   |
| 6  | The Invitation                    | 21 ottobre 1956   |
| 7  | The Second Stranger               | 28 ottobre 1956   |
| 8  | The Rider on the Pale Horse       | 4 novembre 1956   |
| 9  | The Charlatan                     | 11 novembre 1956  |
| 10 | The Road That Led Afar            | 25 novembre 1956  |
| 11 | Orphans                           | 2 dicembre 1956   |
| 12 | The Breach                        | 9 dicembre 1956   |
| 13 | The Chess Game                    | 16 dicembre 1956  |
| 14 | A Child is Born                   | 23 dicembre 1956  |
| 15 | The Shadow Outside                | 30 dicembre 1956  |
| 16 | Never Turn Back                   | 6 gennaio 1957    |
| 17 | The Earring                       | 13 gennaio 1957   |
| 18 | Lady of the House                 | 20 gennaio 1957   |
| 19 | The Doctors of Pawnee Kill        | 27 gennaio 1957   |
| 20 | No Skin Off Me                    | 3 febbraio 1957   |
| 21 | The Town with a Past              | 10 febbraio 1957  |
| 22 | The Big Shooter                   | 17 febbraio 1957  |
| 23 | Flight from Tormendero            | 24 febbraio 1957  |
| 24 | The Fenton Touch                  | 3 marzo 1957      |
| 25 | With Malice Toward None           | 10 marzo 1957     |
| 26 | The Victorian Chaise Lounge       | 17 marzo 1957     |
| 27 | Too Good with a Gun               | 24 marzo 1957     |
| 28 | Bargain Bride                     | 7 aprile 1957     |
| 29 | Cab Driver                        | 14 aprile 1957    |
| 30 | Bitter Choice                     | 21 aprile 1957    |
| 31 | I Will Not Die                    | 28 aprile 1957    |
| 32 | Angel of Wrath                    | 5 maggio 1957     |
| 33 | A Question of Survival            | 12 maggio 1957    |
| 34 | The Man Who Inherited Everything  | 19 maggio 1957    |
| 35 | A New Girl in His Life            | 26 maggio 1957    |

## The Great Lady
- Diretto da: Roy Kellino
- Scritto da: Dwight Cummins, Dorothy Cummins

### Trama
- Guest star: Ann Harding (Julia Courtney), Douglas Kennedy, Vera Miles, Mary Carroll, Leonard Freeman, Maudie Prickett, James Lloyd, Anne O'Neal

## The Glorious Gift of Molly Malloy
- Diretto da:
- Scritto da:

### Trama
- Guest star: Greer Garson (Molly Malloy), John Abbott (professore Meyerdahl), Ludwig Stossel (professore Harnish), J. M. Kerrigan (Dennis Malloy), John Hoyt (Dietz), John Gallaudet (Investigator)

## The Professor's Punch
- Diretto da:
- Scritto da:

### Trama
- Guest star: Ronald Reagan (George Carroll)

## The Pot of Gold
- Diretto da:
- Scritto da: John McGreevey

### Trama
- Guest star: Hume Cronyn (Ralph Whitemore), Jessica Tandy (Laura Whitemore), Everett Glass (zio George), Marianne Stewart (Alice), Mike Post (Harold), Jeri Lou James (Rachel)

## The Enemies
- Diretto da: Herschel Daugherty
- Soggetto di: Stephen Crane

### Trama
- Guest star: Joseph Cotten (caporale), Royal Dano (Deserter), Gaby Rodgers (Girl), Don McGowan (sergente), Josephine Hutchinson (donna), Ewing Mitchell (colonnello)

## The Invitation
- Diretto da:
- Scritto da: Marian Cockrell, Francis Cockrell; Algernon Blackwood (soggetto)

### Trama
- Guest star: Kathryn Grayson (Alice Kellen), Larry Pennell (Walter Kellen), Katherine Warren (Mrs. Anderson), Virginia Carroll (infermiera), Ruby Goodwin (Maid), Arthur Hanson (dottor Hawks)

## The Second Stranger
- Diretto da:
- Scritto da: Maurice Valency; Thomas Hardy (soggetto)

### Trama
- Guest star: Burl Ives

## The Rider on the Pale Horse
- Diretto da:
- Scritto da: Helen Eustis (soggetto)

### Trama
- Guest star: Gower Champion (Mr. Death), Marge Champion (Maude Appelgate), Richard Crane (Billy), Kathryn Givney (Grannie)

## The Charlatan
- Diretto da: John Brahm
- Scritto da: Wells Root

### Trama
- Guest star: George Sanders (dottor Grissom), Virginia Gregg (Mamie), Bart Burns (Peter Wood), Jeff Morrow (dottor Penny), Marianne Stewart (Mrs. Mikelson), Fredd Wayne (Hugh), William Remick (giudice), Dan Riss (Defense Attorney), Jean Willes (infermiera)

## The Road That Led Afar
- Diretto da: Herschel Daugherty
- Scritto da: Lula Vollmer

### Trama
- Guest star: Piper Laurie (Phoebe Durkin), Dan Duryea (Brad Lawson), Beverly Washburn (Eloise), Edgar Buchanan (Preacher Bailey), Don Wittenberg (Hutch), Gary Hunley (Trap), Cheryl Callaway (Sally), Norman Leavitt (Clerk)

## Orphans
- Diretto da:
- Scritto da:

### Trama
- Guest star: Kim Hunter (Hilda), Ronald Reagan (Larry), Rhys Williams (Charlie)

## The Breach
- Diretto da:
- Scritto da:

### Trama
- Guest star: Betty Field (Emily Marsden), Marian Seldes, Robert Burton

## The Chess Game
- Diretto da:
- Scritto da: Bernard C. Schoenfeld

### Trama
- Guest star: Ronald Colman (Graham), Maxine Cooper (Helen), Russ Conway (ispettore Tatum), Clifford Tatum (Johnny), Adam Williams (Glen)

## A Child is Born
- Diretto da:
- Scritto da: Stephen Vincent Benet

### Trama
- Guest star: Nadine Conner (moglie del locandiere), Robert Middleton (locandiere)

## The Shadow Outside
- Diretto da:
- Scritto da: Paul Monash

### Trama
- Guest star: Terry Moore (Evvy Jeffers)

## Never Turn Back
- Diretto da: Ray Milland
- Scritto da: Stirling Silliphant; Maurice Baudin (soggetto)

### Trama
- Guest star: Ray Milland (Woodward), Jonathan Hole (Clerk), Virginia Carroll (Tired Woman), Barry Kelley (Fat Man), Judson Taylor (Bellboy), Eleanore Tanin (Ruth)

## The Earring
- Diretto da: Jules Bricken
- Scritto da: James P. Cavanagh; Cornell Woolrich (soggetto)

### Trama
- Guest star: Greer Garson (Lydia Shaw), Eduard Franz (David), Ruth Lee (Jane), Norman Lloyd (Johnny), Barney Phillips (tenente Wall), Philip Reed (Phil), Raymond Sanchez (Carlos), Frank Wolff (tassista), Clark Howat (Milkman)

## Lady of the House
- Diretto da:
- Scritto da: Jameson Brewer

### Trama
- Guest star: Myrna Loy (Maggie Webster), Jeff Morrow (Elmer Brackett), George Humbert (Max), Benny Baker (Sky), Harry Antrim (Congressman), Preston Hanson (reporter), Patric Knowles (Longridge)

## The Doctors of Pawnee Kill
- Diretto da: Don Weis
- Scritto da: Thomas Thompson (soggetto)

### Trama
- Guest star: Lee Marvin (Art Temple), Kevin McCarthy (Wayne Temple), Margaret Hayes (Molly Malone), William Challee (Wally), Jean Howell (Helen Temple), Ted de Corsia (Ben Jackson), Claude Akins (Duke Williams), Dorothy Adams (Mrs. Clay), Howard Wright (vecchio), Christian Pasques (Ben), Don Devlin (cittadino), Hal Smith (scagnozzo), Harry Strang (Citizen)

## No Skin Off Me
- Diretto da:
- Scritto da:

### Trama
- Guest star: Ronald Reagan (Farmer Watson), Rachel Ames (Mary), John Ericson (NIck), Rusty Lane (Jasper Jones), Harry Davis (Dugan)

## The Town with a Past
- Diretto da:
- Scritto da: Oscar Brodney e Frank Burt

### Trama
- Guest star: James Stewart (Britt), Beulah Bondi (Annie), Walter Sande (sceriffo), Fredd Wayne (Clyde), Ted Mapes (Joe)

## The Big Shooter
- Diretto da: Don Weis
- Scritto da: Frank Tashlin e Oscar Brodney; Frank Tashlin (soggetto)

### Trama
- Guest star: Eva Gabor (Gloria Van Dine), Art Linkletter (Bill Baxter), John Beradino (Rick), Howard Smith (zio Bob), Charles Watts (Jerrold), Stewart Bradley (McCreedy), Richard Gaines (Beaummy), Jose Gonzales-Gonzales (messicano), Henry Hunter (dottor Perry), Anne Kimbell (Sally), Madge Blake (Lady)

## Flight from Tormendero
- Diretto da: John Brahm
- Scritto da:

### Trama
- Guest star: Donna Reed (Rayna), Helmut Dantine (Manson), George Macready (Clive)

## The Fenton Touch
- Diretto da:
- Scritto da:

### Trama
- Guest star: Jack Benny (Harold Fenton), Zsa Zsa Gábor (Mimi), Joseph Kearns (Waterman), Hallene Hill (Mrs. Fenton), William Kendis (Cartwright), Norma Crane (Blonde)

## With Malice Toward None
- Diretto da: Jules Bricken
- Scritto da:

### Trama
- Guest star: Bette Davis (Miss Burrows), John Baragrey (Brandisher), Frances Bavier (Miss Trimingham), Maudie Prickett (Mrs. Simms), Dee Carroll (Miss D)

## The Victorian Chaise Lounge
- Diretto da:
- Scritto da:

### Trama
- Guest star: Joan Fontaine (Melanie Langdon), Mark Dana (Guy Langdon), Marian Seldes (Adelaide Baines), Sydney Smith (dottor Gregory)

## Too Good with a Gun
- Diretto da: Herschel Daugherty
- Scritto da: John Dunkel; Lewis Patten (soggetto)

### Trama
- Guest star: Bob Cummings (Russ Baker), Michael Landon (Claude), Dayton Lummis (Mack Duncan), Rachel Ames (Edie Duncan), Edith Evanson (Ma Duncan), Jack Lambert (Slick), Frank Ferguson (Arnold Hoffman), Ed Hinton (Nick)

## Bargain Bride
- Diretto da:
- Scritto da:

### Trama
- Guest star: Ronald Reagan (Colin McCullough), Eva Bartok (Nanette), Edgar Buchanan (Parson Meachum)

## Cab Driver
- Diretto da: Don Weis
- Scritto da: Cornell Woolrich (soggetto)

### Trama
- Guest star: Imogene Coca (Virginia Odell), Keenan Wynn (sergente Kelsey), Harry Bartell (Sheridan), Joyce Jameson (Blonde), Harry Shearer (Timmy), Joe Downing (tenente)

## Bitter Choice
- Diretto da: Herschel Daugherty
- Scritto da: Halsey Melone;  Arthur Gordon (soggetto)

### Trama
- Guest star: Anne Baxter (Edith Johansen), Vince Edwards (Lawrence Hancock), Michael Landon (Dixon), Russell Thorson (colonnello Gleason), Len Lesser (Friedman)

## I Will Not Die
- Diretto da:
- Scritto da:

### Trama
- Guest star: Jacques Bergerac (Armand Brissac), Merle Oberon (Mata Hari), Carl Benton Reid (Dunett), Helen Wallace (Sorella Leonide), John Hoyt (Beaumont), Dayton Lummis (LaFort), Stella Lynn (Kim Suim), Alexander Campbell (presidente)

## Angel of Wrath
- Diretto da: Ray Milland
- Scritto da: Halsey Melone; William Fay (soggetto)

### Trama
- Guest star: Ray Milland (John), Jeanne Bates (Sorella Mary), Howard McNear (Silk), Thayer Roberts (Lester), Marianne Stewart (Phyllis), Hugh Sanders (Julian)

## A Question of Survival
- Diretto da:
- Scritto da:

### Trama
- Guest star: Ronald Reagan (capitano John Annette), Kevin McCarthy (dottor Towne), Arthur Space (Charlie Taney), Clark Howat (tenente Harper), Robert J. Stevenson (Durfee), John War Eagle (Bull Hump), Dan Riss (sergente)

## The Man Who Inherited Everything
- Diretto da:
- Scritto da:

### Trama
- Guest star: George Sanders (William Clark), Carolyn Jones (Phyllis), Leslie Bradley (Everett Condklin-Smythe), Noel Drayton (barista)

## A New Girl in His Life
- Diretto da:
- Scritto da:

### Trama
- Guest star: John Forsythe (Bentley Gregg), Noreen Corcoran (Kelly Gregg), Sammee Tong (Peter Tong), J. D. Thompson (Vicky), Barbara Darrow (Rita), Patricia Morrow (Nancy)